# Amom Mandel
Amom Mandel Lins Filho (Recife, 2 de janeiro de 2001) é um empresário, ativista e político brasileiro, filiado ao partido Cidadania.  Foi eleito vereador de Manaus em 2020, aos 19 anos, tornando-se o mais jovem a assumir o cargo na história do município. Em 2022, aos 21 anos, foi eleito deputado federal pelo Amazonas. Nessa eleição, obteve o maior número de votos do estado e foi o deputado federal mais jovem eleito na história do Amazonas, além de alcançar a maior votação proporcional do Brasil, com 14,5% dos votos válidos no estado.  É o primeiro deputado federal autista declarado do Brasil. 

## Perfil
Amom nasceu no Recife, em Pernambuco, em 2 de janeiro de 2001, sendo filho da magistrada Elza Vitória de Sá Peixoto Pereira de Mello, e do professor universitário e auditor fiscal Amom Mandel Lins, de ascendência judaica.
É enteado de Mário Manoel Coelho de Mello, ex-secretário de Estado de Apoio ao Governo em Brasília e conselheiro do Tribunal de Contas do Estado do Amazonas (TCE-AM), segundo marido de sua mãe. Aos cinco anos, a família mudou-se para Manaus, terra natal de sua mãe, onde reside desde então.
Amom cursa Direito na Universidade Federal do Amazonas (UFAM) e Gestão Pública na Estácio de Sá. Em 2020, era dono de duas empresas, um estacionamento e uma empresa de tecnologia.
Defensor da causa do voluntário, milita pela popularização desse tipo de atividade no país e integra o pool de voluntários da Organização das Nações Unidas (ONU) desde 2019. Desde 2015, participa voluntariamente como editor nos projetos da Wikimedia Foundation, como a Wikipédia e o Commons, entre outros.
Em 2015, Amom foi diagnosticado com retocolite ulcerativa, doença autoimune que se reflete numa inflamação no intestino, e tireoidite de Hashimoto, igualmente autoimune, refletida em alterações na tireoide. Ambas as doenças, embora incuráveis, são tratáveis.
Em 24 de março de 2022, Amom foi internado no Hospital Santa Júlia, em Manaus, após complicações causadas por estas doenças, na sequência de fortes dores articulares que dificultavam sua locomoção. O internamento ocorreu após vários exames e consultas com especialistas em reumatologia e gastroenterologia. Pouco antes, Amom havia revelado publicamente ser portador destas doenças crônicas autoimunes, cuja bandeira vinha levantando desde a campanha. Nenhuma outra interrupção na trajetória política por motivos de saúde foi registrada até então.

## Atividade política
Amom participa de grupos de ativismo desde os 12 anos, porém se filiou pela primeira vez a um partido politico apenas aos 19 anos. Em abril de 2022, após ter deixado o Podemos e ficar algum tempo sem partido, filiou-se ao Cidadania. Nas suas atividades, Amom prioriza a pauta ambiental, o desenvolvimento sustentável e o trabalho voluntário. Amom é o idealizador do projeto "Galho Forte", criado em 2020, visando tornar Manaus uma cidade mais verde e sustentável. No decorrer da primeira fase do projeto, foram plantadas mais de 7 537 árvores frutíferas na cidade e em comunidades ribeirinhas da região, o equivalente à quantidade de votos recebidos na sua primeira eleição.

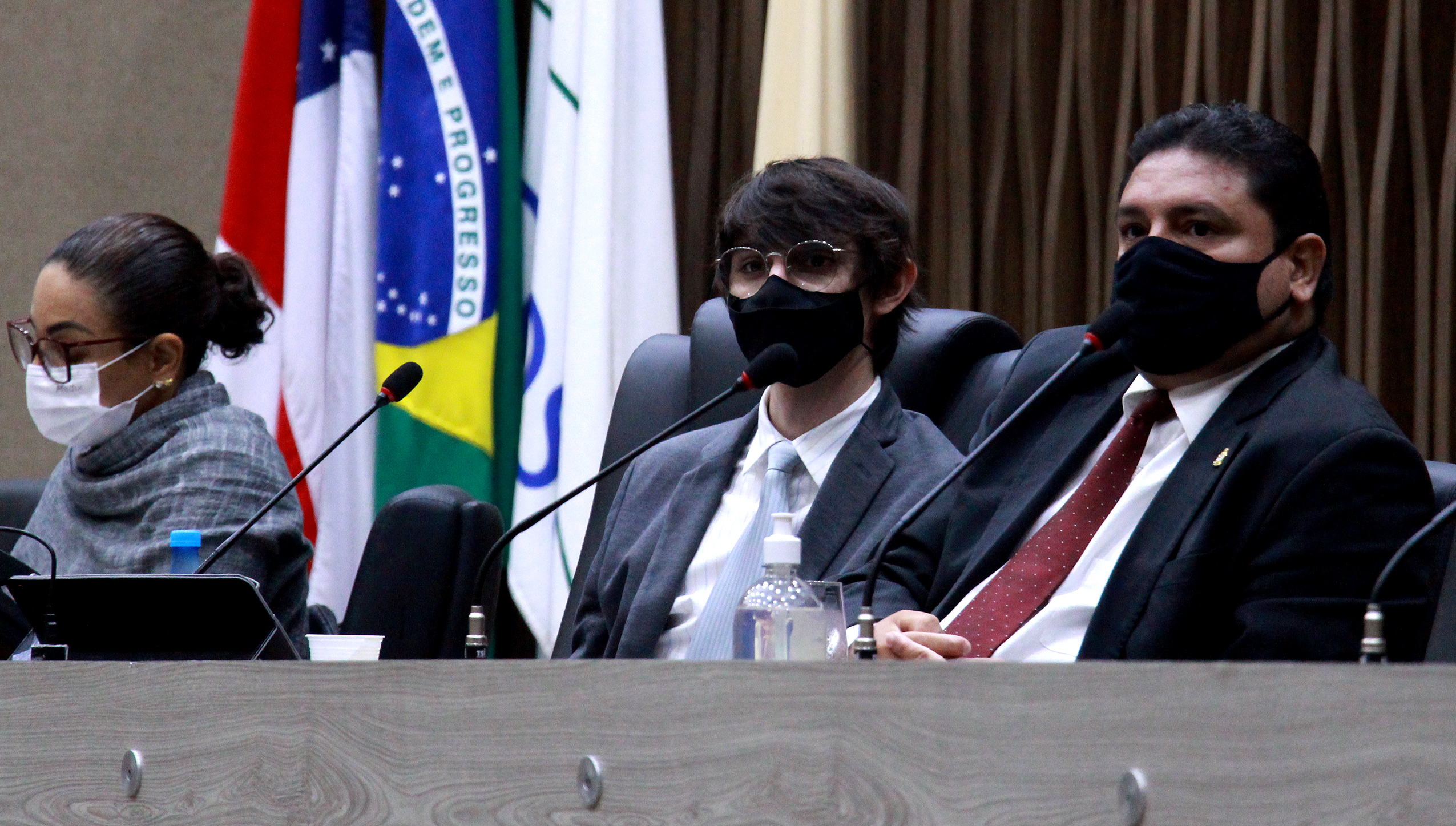
Amom Mandel em sessão na CMM, fevereiro de 2022

### Vereador de Manaus
Sua candidatura para a Câmara Municipal de Manaus (CMM) foi motivada, segundo o próprio, pela falta de representatividade em pautas da juventude e do apoio a projetos filantrópicos. Foi eleito pelo Podemos para o cargo nas eleições municipais de 2020 com mais de 7,5 mil votos. Assumiu em 1.º de janeiro de 2021, com apenas 19 anos, sendo o mais jovem vereador eleito na história de Manaus.
Para assumir o cargo de deputado federal, Amom Mandel renunciou ao mandato em 26 de janeiro de 2023. Na CMM, Amom foi substituído por Roberto Sabino, ex-vereador da capital amazonense e primeiro suplente do Podemos (PODE) em 2020.

#### Adiamento do ENEM
A trajetória como vereador ficou marcada por destaques a nível nacional. Logo nas primeiras semanas de mandato, ganhou na Justiça contra o Governo Federal, conseguindo adiar o Exame Nacional do Ensino Médio (Enem) no Amazonas durante o pico da pandemia de COVID-19 e da crise da falta de oxigênio no Estado. A iniciativa, embora criticada por alguns setores da sociedade, foi motivada, segundo declarações dos autores da ação, pelo aumento de casos de COVID-19 em todo o estado, com mais de 9 mil pessoas infectadas nos cinco dias anteriores, segundo a Fundação de Vigilância em Saúde do Amazonas (FVS).

#### Denúncias em sequência
Após a ação judicial que adiou o ENEM no Estado, foram apresentadas uma série de denúncias de grande repercussão, como o caso dos "fura-filas" das vacinas em Manaus, igualmente de repercussão nacional, das cestas básicas com itens vencidos encontradas por sua equipe em unidades da Prefeitura de Manaus de todas as zonas da cidade no ano de 2021, das escolas municipais com estrutura precária e alimentos vencidos em Manaus.

#### Aumento do cotão
Único vereador da sua legislatura não utilizar a Cota para o Exercício da Atividade Parlamentar (CEAP), popularmente conhecida como "cotão", em dezembro de 2021, posicionou-se contra a aprovação repentina do aumento da verba em mais de 83% e ajuizou ação na justiça. A verba, que serve para cobrir gastos com combustível, aluguel de veículos e internet, passou de 18 mil para mais de 33 mil reais por mês na última votação do ano antes do natal. Segundo Amom, o caráter de urgência com que foi feita a votação teria sido uma manobra para impedir a discussão adequada da pauta, facilitando a aprovação. Em 22 de fevereiro de 2022, Amom denunciou assessores parlamentares de vereadores da Casa por estarem divulgando notícias falsas, supostamente em retaliação às investidas contra o "cotão", através do WhatsApp, recorrendo a números de telefone cadastrados fora do país, disseminando conteúdo falso em grupos de conversas virtuais.

#### Troca de mobiliário
Em março de 2022, posicionou-se contra o que considerou como "gastos excessivos e desnecessários" da Câmara Municipal de Manaus com a substituição do mobiliário, no valor de mais de 3 milhões de reais, mesmo com a troca já realizada na gestão anterior. O móveis foram, segundo veículos de comunicação locais, alegadamente comprados por valores acima dos praticados no mercado. A compra realizada pelo Presidente do órgão foi feita em estabelecimentos cujas propriedades seriam total ou parcialmente de parentes do parlamentar, o que não o impediu de realizar as denúncias na Tribuna.

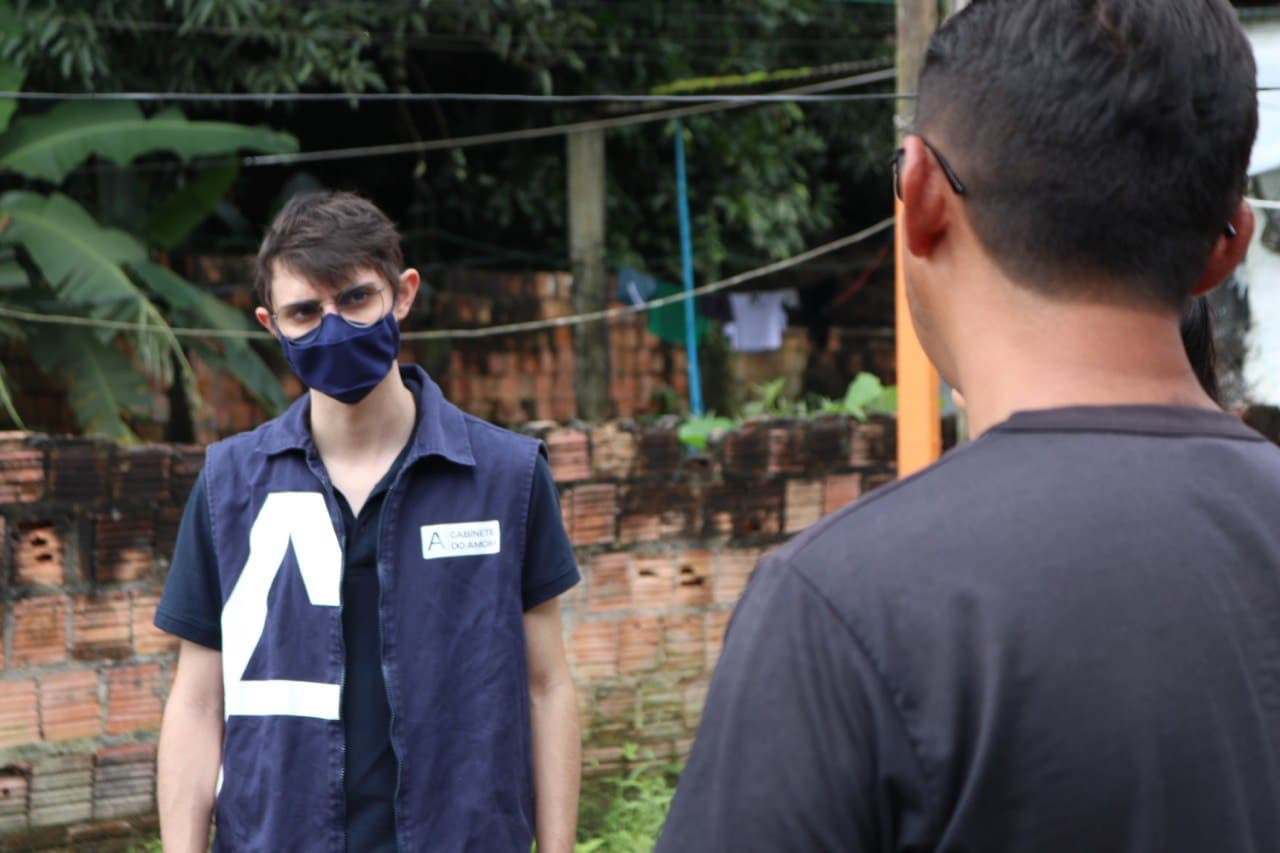
Amom em comunidade manauara afetada pela cheia histórica de 2021

#### Produtividade legislativa
Ao longo de sua trajetória na Câmara Municipal de Manaus, Amom obteve a maior produtividade legislativa da história do parlamento proporcionalmente ao tempo do mandato, atingindo a marca de mais de 25% do total de Projetos de Lei, Requerimentos e Indicações Legislativas protocoladas na Câmara Municipal à época. Dentre os Projetos de Lei, estão propostas voltadas aos pacientes com doenças autoimunes como retocolite ulcerativa, tireoidite de Hashimoto ou lúpus eritematoso sistêmico, projetos voltados à transparência, o amparo às comunidades afetadas por inundações, dentre outras pautas. Amom apresentou ainda o PL n.º 097/2022, equiparando pessoas autoimunes a Pessoas com Deficiência, no que diz respeito aos direitos e benefícios sociais, como direito a percentual de vagas reservadas em concursos públicos.

### Deputado federal

#### Anúncio da candidatura e violência
Em meados de 2022, Amom anunciou a candidatura a deputado federal pelo Amazonas, filiado ao Cidadania, contando com o apoio do então candidato do partido ao governo, Amazonino Mendes. Com uma reação conturbada no meio político, dentre outras situações, a eleição foi marcada pela violência. Durante a campanha, a equipe de Amom sofreu um atentado a tiros no bairro Cidade de Deus, na Zona Norte de Manaus, contra um automóvel em que estavam representantes do comitê de campanha, que, segundo as informações oficiais, averiguavam denúncias relacionadas ao transporte coletivo. O veículo estava com adesivos da convenção e da pré-campanha de Amom e foi atingido por um tiro de revólver, sendo por isso sujeito à perícia policial, embora sem fatalidades. O boletim de ocorrência foi registrado com as respectivas fotos. Na época, cientistas políticos, chegaram a afirmar, em entrevistas às emissoras locais, que o caso poderia configurar crime político.

#### Tempo de TV
Amom contou com apenas 1 segundo de tempo de TV, tendo as peças publicitárias sido consideradas algumas das mais inusitadas das eleições naquele ano. Na principal delas, o candidato utilizou o seu único segundo supostamente para o "bem estar" do cidadão ao pedir que o eleitor "beba água". A frase acabou virando um bordão de campanha, com o político afirmando que os adversários teriam que beber água, pois a campanha seria difícil de "engolir".

#### Fundo eleitoral e gastos de campanha
Amom teve a campanha mais barata dentre os deputados eleitos pelo Amazonas em 2022. Segundo dados disponíveis na plataforma do Tribunal Superior Eleitoral, foram utilizados 478 mil reais para uso na campanha, exclusivamente de doações de pessoas físicas, já que não utilizou recursos do fundo eleitoral. As doações vieram sobretudo de familiares do lado materno, tendo a família Chalub doado 212 mil reais, e sua mãe, Elza Pereira de Mello, outros 36 mil reais. O fato chamou a atenção de opositores e motivou críticas pelo não uso da verba pública.

#### Ataqueshackers
Em 25 de setembro de 2022, a Justiça do Amazonas foi favorável à ação de Amom contra o Facebook após uma série de ataques de perfis falsos e robôs ao Instagram do candidato, entre os dias 13 e 16 do referido mês. O ataque materializou-se através do aumento instantâneo de mais de 25 mil perfis falsos como seguidores, podendo causar a suspensão da conta pela plataforma, por quebra de diretrizes, assim como a diminuição do engajamento de seu perfil, importante métrica utilizada na avaliação do desempenho em ambiente virtual. Efetivamente, apurou-se que o engajamento caiu de 4,25% para 2,32% por publicação. A ação movida por Amom e assinada pelos advogados Frank Menezes e Daniel Sodré foi considerada inédita no Amazonas pela matéria até então inexplorada na esfera judicial.

#### Notícias falsas
A campanha de Amom a deputado federal foi também marcada pela divulgação de várias notícias falsas a seu respeito. Em 30 de setembro, a justiça eleitoral, por decisão do juiz federal Márcio André Lopes Cavalcante, determinou que vídeos publicados na internet por Márlio Ribeiro, autointitulado "apóstolo da Igreja Assembleia de Deus do Avivamento", com notícias falsas sobre Amom, fossem excluídos, uma vez que poderiam induzir o cidadão ao erro no dia das eleições. Os vídeos, publicados nas redes sociais e grupos de mensagens, afirmavam que Amom seria contra as práticas cristãs, entre outras acusações sem embasamento. Márlio Ribeiro se apresentava, em vídeos divulgados e posteriormente apagados no seu perfil, como cabo eleitoral de um adversário político de Amom na eleição. Um vereador de Manaus, alvo de críticas de Amom por utilizar em excesso o chamado "Cotão" e não realizar prestações de contas complementares à da Câmara Municipal, também havia divulgado notícias falsas contra Amom.

#### Recorde de votos
Em 2 de outubro de 2022, dia das eleições gerais, Amom arrancou como deputado mais votado ainda com 3% das urnas apuradas no Amazonas, apresentando uma larga vantagem em relação aos adversários e contando, naquele momento, com 25,32% dos votos. Com apenas 73,12% das seções apuradas pelo Tribunal Superior Eleitoral, foi considerado matematicamente eleito, com 288 555 votos quando da apuração final. Foi o deputado federal mais votado e o mais jovem já eleito na história do Amazonas, aos 21 anos, tendo ainda a maior votação proporcional nas eleições gerais de 2022, com 14,5% dos votos do Amazonas. A diferença para o segundo colocado foi de mais do que o dobro dos votos.

## Vida pessoal
Amom tem um relacionamento com a analista de marketing e estudante de jornalismo Sarah Mariah Marinho.

### Religião e ideologia política
Inicialmente, Amom se descreveu como agnóstico em sua página de usuário na Wikipédia, conforme uma versão antiga datada de março de 2017. No entanto, em uma atualização feita em abril de 2017, ele passou a se identificar como panteísta, transhumanista e libertário minarquista. Nas atualizações seguintes, informações pessoais sobre sua biografia foram removidas, e ele deixou de contribuir para o site devido ao envolvimento com a política local e nacional, bem como preocupações com sua imagem pessoal e possíveis perseguições políticas. A última atualização registrada em sua conta foi em junho de 2020.[carece de fontes?]

## Desempenho eleitoral
| Ano  | Eleição               | Partido   | Candidato a      | Votos   | %      | Resultado  | Ref    |
| ---- | --------------------- | --------- | ---------------- | ------- | ------ | ---------- | ------ |
| 2020 | Municipal de Manaus   | PODE      | Vereador         | 7.537   | 0,76%  | Eleito     | [ 67 ] |
| 2022 | Estaduais no Amazonas | Cidadania | Deputado federal | 288.555 | 14,49% | Eleito     | [ 68 ] |
| 2024 | Municipal de Manaus   | Cidadania | Prefeito         | 210.643 | 19,10% | Não eleito | [ 69 ] |